# Daniel Butler
Daniel Joseph Butler (nascido em 1 de junho de 1944) é um ex-ciclista olímpico norte-americano. Representou sua nação na prova de corrida individual em estrada nos Jogos Olímpicos de Verão de 1968, em Cidade do México.